# Iscadia duckinfieldia
Iscadia duckinfieldia är en fjärilsart som beskrevs av William Schaus 1906. Iscadia duckinfieldia ingår i släktet Iscadia och familjen trågspinnare. Inga underarter finns listade i Catalogue of Life.